# Wladimir Wladimirowitsch Obrutschew

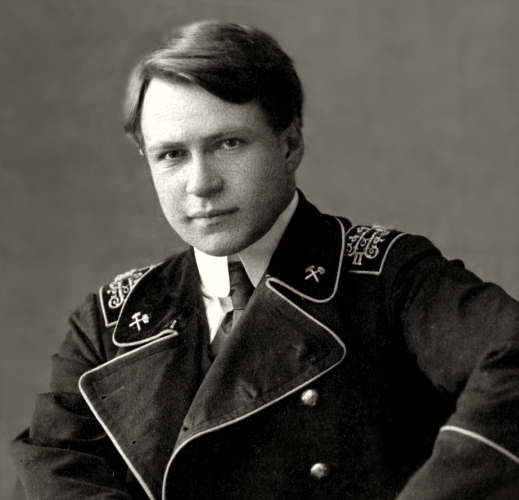
Wladimir Wladimirowitsch Obrutschew, Student des Tomsker Technologischen Instituts (1907)

Wladimir Wladimirowitsch Obrutschew (russisch Владимир Владимирович Обручев; * 28. Februarjul. / 11. März 1888greg. in St. Petersburg; † 11. Januar 1966 in Moskau) war ein russisch-sowjetischer Geologe und Ökonom.

## Leben
Obrutschews Eltern waren der Geologe Wladimir Afanassjewitsch Obrutschew und Jelisaweta Issaakowna geborene Lourié († 1933). Obrutschew begeisterte sich zusammen mit seinen jüngeren Brüdern Sergei und Dmitri für die Geologie und nahm 1905 an der Expedition seines Vaters in die Dsungarei teil.
Obrutschew studierte 1907–1911 am Tomsker Technologischen Institut in der Bergbau-Abteilung. Er nahm an den Expeditionen des Rektors der Universität Tomsk Wassili Saposchnikow in den Mongolischen Altai (1908 und 1909) und in den Russischen Altai (1911) teil. Mit seinen Vermessungsdaten wurden Karten erstellt, die Saporoschnikow in seinem Buch über den Mongolischen Altai an den Quellen des Irtysch und in der Provinz Kobdo 1911 veröffentlichte.
Darauf begann Obrutschew das Studium am Moskauer Handelsinstitut. Im Ersten Weltkrieg wurde er 1916 zur Armee einberufen.
Nach der Oktoberrevolution arbeitete Obrutschew 1921–1930 in der Kommission für die Erforschung der Kursker Magnetanomalie, im Salz-Syndikat, in der Brennstoff-Hauptverwaltung, in der Mineraltrud und in anderen Einrichtungen des Obersten Rats für Volkswirtschaft. Er bearbeitete Probleme der Gold-Platin- und nichtmetallischen Rohstoffe.
Darauf wurde er Leiter der Planungsabteilung, Vizedirektor und Direktor der Leningrader Abteilung des Moskauer Forschungsinstituts für Angewandte Mineralogie. 1934 wurde er Mitarbeiter des Rats für das Studium der Produktivkräfte der Akademie der Wissenschaften der UdSSR in Moskau. Er studierte die Mineral-Rohstoff-Ressourcen Kasachstans. Er organisierte Konferenzen und redigierte Monografien, Zeitschriften und populärwissenschaftliche Bücher, die der Verlag Geographie in den 1940er und 1950er Jahren veröffentlichte. Er bereitete die 6-bändige Sammlung ausgewählter Werke seines Vaters zur Veröffentlichung vor. Er war Mitglied der Geographischen Allunionsgesellschaft. Er wurde 1958 pensioniert.
Obrutschews Tochter Natalja Wladimirowna Obrutschewa (* 1931) wurde Biologin.